# Școala normală de fete din Arad
Școala normală de fete este monument istoric din municipiul Arad unde inițial a funcționat Școala normală de fete și a fost finalizată în anul 1909, în stil Secession. Clădirea școlii a fost declarată monument istoric, cod LMI AR-II-m-B-00487.

## Detalii arhitecturale
Parterul clădirii cuprinde un șir de arcade, având în centru având o intrare monumentală boltită și sprijinită de câte patru coloane de inspirație gotică, pe ambele părți, cu capiteluri în formă de buchete de trandafir. Pe fațada clădirii, se remarcă mai multe basoreliefuri de tip friză, cu tematica școlii, două cu mai multe fete care dansează și câte una cu o tânără care oferă o carte unui copil, iar una în care o tânără învață un copil să cânte la harpă. În ambele părți ale clădirii se înalță patru turnuri de inspirație medievală, două mai mari la margini și două mai mici în interior, iar între ferestre sunt dispuse plăci de faianță, o caracteristică specifică stilului Secession.
Deasupra bolții de la intrare se află o placă comemorativă ce amintește de atelierul de tâmplărie, ce se găsea în curtea școlii, unde pictorul realist Mihály Munkácsy a lucrat ca ucenic tâmplar.

## Utilitate
După finalizarea clădirii, aici a funcționat Școala normală de fete, cu predare  în limba maghiară, din Arad. În prezent în clădire funcționează o secție a Liceului Pedagogic „Dimitrie Țichindeal” din Arad.  